# J.K. van Eerbeek
J.K. van Eerbeek (Zwolle, 22 juli 1898 – Zwolle, 5 november 1937) was een Nederlandse schrijver. J.K. van Eerbeek was een schuilnaam; zijn werkelijke naam was Meinart (Meindert) Boss.

## Biografie
Na enkele verhalen gepubliceerd te hebben in tijdschriften als De Spiegel en Opwaartsche Wegen, debuteerde hij onder zijn schuilnaam in 1930 met de bundel Verhalen. In 1942 verscheen Pontus en de dieren en ander proza, een bundel verhalen uitgezocht en voorzien van een inleidende notitie door Gerrit Kamphuis. Voor deze uitgave werd toestemming verkregen van de Kultuurkamer; een klein deel van de oplage (50 genummerde luxe-exemplaren bestemd voor familie en vrienden) verscheen echter clandestien. Het hierin opgenomen verhaal 'De Gast' schreef Van Eerbeek kort voor zijn dood. Hij werd begraven op de Algemene Begraafplaats Meppelerstraatweg in Zwolle.